# Diplectrona subtriangulata
Diplectrona subtriangulata là một loài Trichoptera trong họ Hydropsychidae. Chúng phân bố ở miền Australasia.